# إقليم كاخاماركا
كاخاماركا هو إقليم في بيرو. العاصمة هي مدينة كاخاماركا. وهو يقع في الجزء الشمالي من البلاد، ويشترك في الحدود مع الإكوادور. وهو يقع على ارتفاعات تصل إلى 8900 قدم فوق مستوى سطح البحر في سلسلة جبال أنديز، وهو أطول سلسلة جبال في العالم. ويشمل جزء من أراضيه غابة الأمازون .

## التاريخ
في القرن ال15، غزا إنكا الأراضي، وتوسعت امبراطوريتهم. وأسسوا عاصمتهم الإقليمية في ما هو معروف الآن كاخاماركا. أنشأ الإنكا في 1465 مقاطعة جديدة هناك لتكون بمثابة جسر لفتوحاتهم في وقت لاحق.
وتعتبر مدينة كاخاماركا منذ فترة طويلة واحدة من أقدم المدن في أمريكا الجنوبية عندما وصل الأسبان في غزوهم لبيرو.

## أعلام
- خواكين راميريز